# Морейра, Аирто
Аирто Морейра (порт. Airto Moreira; род. 5 августа 1941) — бразильский джазовый барабанщик.

## Биография
Аирто родился 5 августа 1941 года в городке Итаиополис, штат Санта-Катарина на юге Бразилии.
Он проявил свои музыкальные способности очень рано, и к шести годам уже выступал на местном радио в субботней музыкальной передаче. К 13 годам он уже сложился как профессиональный сессионный музыкант — перкуссионист, барабанщик и вокалист. В 16 он переехал в Сан-Паулу, где начал регулярно выступать в ночных клубах и на телевидении.
В 1965 году в Рио-де-Жанейро он познакомился с джазовой певицей Флорой Пурим, ставшей его женой. К 1967 году супружеская пара перебралась в Нью-Йорк, США. С этого времени Аирто регулярно выступает и записывается с различными джазовыми музыкантами. В частности с Джо Завинулом, который познакомил Аирто с Майлзом Дейвисом. В течение двух лет Аирто концертировал с Дейвисом, приняв участие в записи альбомов «Live/Evil», «Live at the Fillmore», «On the Corner», «The Isle of Wight», «Bitches Brew», став таким образом у истоков стиля фьюжн. В состав группы Майлза Девиса помимо Аирто входили такие известные музыканты, как Уэйн Шортер, Дейв Холланд, Джек Дежонетт, Чик Кориа и Джон МакЛафлин.
Далее Аирто принимает приглашение Джо Завинула присоединиться к создаваемой им группе Weather Report вместе с Уэйном Шортером, Мирославом Витушем и Альфонсо Музоном. С Weather Report Морейра записал их дебютный альбом. Вскоре после этого, в 1972 году, Чик Кориа создал свою группу Return to Forever и пригласил Морейру. В составе также жена Аирто Флора Пурим, Джо Фаррел и Стэнли Кларк. Вместе они записали альбомы «Return to Forever» и «Light as a Feather», ставшие классикой стиля фьюжн.
В 1974 году Морейра создал свой первый собственный коллектив Fingers. А позже, в 90-х годах — проект Fourth World с Флорой Пурим и гитаристом Жозе Нето. С этими коллективами Аирто Морейра много концертировал и записывал студийные альбомы.
Богатая коллекция используемых Аирто перкуссионных инструментов наряду с изобретательной техникой игры и потрясающим звукоизвлечением сделали его одним из самых востребованных сессионных музыкантов. Аирто работал с такими музыкантами, как Куинси Джонс, Херби Хэнкок, Джордж Дюк, Пол Саймон, Карлос Сантана, Майкл Брекер, The Crusaders, Chicago и многими другими, а также участвовал в записи саундтреков к кинофильмам «Экзорцист», «Последнее танго в Париже» и «Апокалипсис сегодня». Также он играл с оркестром Boston Pops Philharmonic Orchestra на канале PBS TV, принимал участие в концерте группы The Smashing Pumpkins «MTV Unplugged», а также участвовал в записи альбома группы Depeche Mode «Exciter». На композицию Морейры Celebration Suite диджей проектом Bellini был сделан ремикс, озаглавленный Samba de Janeiro, который стал международным танцевальным хитом в конце 90-х годов.

## Награды
- Журнал Down Beat 20 раз (начиная с 1973 г.) называл его лучшим перкуссионистом года по результатам читательского опроса.
- Аирто Морейра принимал участие в проекте Planet Drum барабанщика группы The Grateful Dead Мики Харта. В 1991 году проект завоевал премию Грэмми в номинации World Music.
- В 2002 году бразильский президент Фернанду Энрике Кардозу наградил Аирто Морейру и Флору Пурим орденом «Риу Бранку», одной из высочайших наград Бразилии.

## Дискография

### Соло и с Флорой Пурим
- 1970: Natural Feelings — One Way Records[англ.]
- 1971: Seeds on the Ground — One Way Records
- 1972: Fingers — CTI Records[англ.]
- 1972: Free — CTI Records
- 1974: Virgin Land — CTI Records
- 1975: Identity
- 1976: Promises of the Sun Arista
- 1977: I’m Fine, How Are You? Warner Music Japan
- 1979: Touching You… Touching Me — Warner Music Japan
- 1984: Misa Espiritual:Airto’s Brazilian Mass — Harmonia Mundi
- 1985: Humble People — Concord Records
- 1985: Three-way Mirror — Reference Recordings
- 1986: Latino: Aqui Se Puede Montuno
- 1986: The Magicians — Concord
- 1987: The Sun Is Out — Concord
- 1988: Samba De Flora Montuno
- 1988: The Colours Of Life — In+Out Record
- 1989: Struck by Lightning — Venture Records
- 1989: Killer Bees — B&W
- 1992: The Other Side of This — Rykodisc
- 1999: Homeless — Melt 2000
- 1999: Code: Brasil Target: Recife — Melt 2000
- 2003: Life After That — Narada Jazz
- 2012: Live in Berkeley — Airflow

### Альбомы Fourth World
- 1992: Fourth World — B&W
- 1992: Live At Ronnie Scott’s Club — Ronnie Scott’s Jazz House
- 1993: Live in South Africa 1993 — B&W
- 1995: Encounters of the Fourth World — B&W
- 1998: Last Journey of the Fourth World — B&W